# 萨米大冒险
《萨米大冒险》（英語：A Turtle's Tale: Sammy's Adventures）是一部2010年的比利时3D动画电影，由本·斯塔森导演，梅拉尼·格里菲思和伊莎贝拉·弗尔曼担任配音主角，配乐则由为《钢铁侠》配乐的拉民·贾瓦迪担任。比利时于2010年8月4日上映，香港于2012年8月16日上映，中国大陆则于2012年9月30日上映。
影片主要讲述了一只海龟在海洋里生活的50年以来，由全球变暖所带来的一系列周遭事物的变化。

## 剧情
一只名叫萨米的小海龟从沙滩上的蛋壳爬出，由于没有及早下水而差点被海鸟所捕食。幸存下来之后，他结识了美丽的女孩莎莉。在此后的50年里，他们乘坐破木板周游世界，见识了海洋各处的美景奇观，也经历着人类为了私欲对大自然做出的无休止的破坏......

## 配音
- 梅拉尼·格里菲思 饰 Snow
- 伊莎贝拉·弗尔曼 饰 幼年莎莉
- 尤里·洛文塔爾 饰 萨米
- 安東尼·安德森 饰 幼年Ray
- 杰玛·阿特登 饰 莎莉
- 罗伯特·席安 饰 Ray
- 比利·安格（英语：Billy Unger） 饰 幼年萨米

## 评价
该电影在烂番茄网站上的得分为44%，整体口碑褒贬不一。正面评价大多赞赏电影水下镜头的3D技术以及可爱的人物塑造，而负面评价主要是针对剧情设计的不满、以及与《海底总动员》的疑似雷同情节（如Nemo和萨米有许多相似之处）。

## 续集
该片的续集《萨米大冒险2》于2012年8月15日在法国上映，但全球公映日期尚未确定。

## 相关链接
- 互联网电影数据库（IMDB）上萨米大冒险 （页面存档备份，存于）的资料（英文）
- 萨米大冒险 （页面存档备份，存于）在《烂番茄》上的页面（英文）